# Čamo
Čamo (amharski: Čamo Hajk) je jezero u Regiji Južnih naroda, narodnosti i etničkih grupa u Etiopiji, udaljeno oko 500 km južno od glavnog grada Adis Abebe. 

## Zemljopisne osobine
Jezero Čamo leži u Velikoj rasjednoj dolini, istočno od Planine Guge južno od jezera Abaje na nadmorskoj visini od 1,110 metara. Najveći grad u blizini je Arba Minč koji leži na obalama jezera Abaje na prevlaci između dva jezera.

Na sjevernom dijelu jezera na prevlaci prema jezeru Abaji leži Nacionalni park Nečisar. Prema podacima Središnje statističke agencije Etiopije, jezero Čamo dugo je 32 km, te široko 13 km, ima površinu od 317 km² i najveću dubinu od 14 metara. 
Obale jezera su močvarne, obrasle su trskom i močvarnom travom. Jezero dobiva vode od rijeke Kulfa i nekoliko manjih potoka, te povremeno (za velikih kiša) od jezera Abaje preko povremenog vodotoka Valo.
Njemački istraživač Oscar Neumann, istražujući kraj oko jezera Čamo 1901. godine, našao je suho korito koje spaja jezero Čamo s povremenim vodotokom rijekom Sagan, što je ga je navelo da zaključi kako vode jezera Čamo za obilnih kiša otječu u rijeku Sagan.Na isti način se u jezero Čamo prelijeva višak voda iz jezera Abaje.
Vode jezera bogate su ribama (vrsta soma  Bagrus docmac, i nilski smuđ) ima dosta krokodila i nilskih konja.